# Craspedacusta ziguinensis
Craspedacusta ziguinensis är en nässeldjursart som beskrevs av He och Xu 1985. Craspedacusta ziguinensis ingår i släktet Craspedacusta och familjen Olindiasidae. Inga underarter finns listade i Catalogue of Life.